# 安野譲
安野 譲（やすの じょう、1872年 - 没年不明）は岐阜県大垣出身の実業家、貿易商。大阪を本拠地とする岩井財閥の大番頭として岩井商店（後の双日）専務取締役をはじめ、関西ペイントの初代社長など傘下企業の役員を歴任した。

## 経歴
1872年（明治5年）10月18日、士族・安野芳三郎の長男として大垣に生まれる。幼くして両親を亡くし、1885年（明治18年）岩井文助を主人とする大阪の加賀屋に入店。当時は石油と西洋雑貨が主な取り扱い品で、店員は総数20名もいなかったが既に大阪では名の通った店であった。1889年（明治22年）には文助の長女・栄子と結婚した甥・蔭山勝次郎が岩井家の婿養子となる。岩井勝次郎は1896年（明治29年）7月に義父・文助より二十万円の貸与を受けて独立すると、大坂東区南久太郎町に店を開いた。これが岩井商店のはじまりであり、以後譲は勝次郎の右腕として店の発展に力を注いだ。
1899年（明治32年）4月には東京支店が設立され、譲は翌年その支配人となる。1907年（明治40年）に岩井が品川区上大崎にある白金莫大小（しろがねメリヤス）の経営権を得た際は譲が社長を務めた。1911年（明治44年）10月には尾上梅太郎を伴い日本郵船の加賀丸で出港。インド及び欧州を視察して翌年6月に帰朝した。1912年（大正元年）10月、株式会社岩井商店が成立。1916年（大正5年）10月には関連会社を統括する持株会社として合資会社岩井本店が資本金三百万円で設立され、譲は岩井家以外で唯一の無限責任社員となる。同年12月、社用で英国へ向かう譲が米国までの船で知り合ったことが、後に東ソーを創業する岩瀬徳三郎の岩井商店入りのきっかけとなった。
1917年（大正6年）7月には岩井商店専務取締役に選任される。1918年（大正7年）5月、関西ペイント創立に伴い取締役社長に就任。1921年（大正10年）に中央毛絲紡績が設立されると譲はその取締役も兼任し、その他、日本橋梁の取締役、大日本セルロイド、日本曹達工業、大阪鐵板製造の各監査役など多くの岩井財閥関連会社で役員を務めた。その後1928年（昭和3年）12月、病気を理由として株式会社岩井商店の役職を退任。
1930年（昭和5年）12月、資本金二十万円で安野毛糸紡績株式会社を設立し社長に就任。1944年（昭和19年）には長男・譲次を社長とする中部紡織株式会社が設立され安野毛糸紡績の事業を引き継いだ。譲の没年は不詳ながら、1951年（昭和26年）9月に一宮商工会議所主催で合同追悼会が開かれている。

## 家族・親族
- 妻・チヨ - 1878年（明治11年）7月生。大阪府、浅井直政の姉[12]。
- 長女・雪 - 1900年（明治33年）1月生。夫の黒柳謙吉は岐阜県出身で東京帝国大学工科大学の電気工学科を卒業後、技師として鉄道局に勤めた。正五位、勲五等[13]。
- 二女・八重 - 1902年（明治35年）6月18日生。東京高女卒。夫は京都府出身で岩井商店を経て中部紡織取締役を務めた藤村松雄[14]。
- 三女・波 - 1904年（明治37年）12月生。夫の蘆澤利明[15]は山梨県出身で東京帝大商科を卒業し、三井物産では満州国ハルビン支店の保険課長を、後に中部紡織の監査役を務めた。
- 長男・安野譲次 - 1907年（明治40年）9月17日生。1931年慶應大学経済学部を卒業し安野毛糸紡績に入社するが、1933年渡英してリーズ大学紡織科に入学。羊毛工業のメッカである同地で研究に励み、さらに1935年には豪州に渡って一年後に帰国。安野毛糸紡績の役員に就任した。その後は中部紡織社長、一宮商工会議所及び日本羊毛紡績会理事、蘇東興業監査役などを歴任。妻・いね子は東京府、田中長五郎[注 5]の長女[16]。
- 二男・安野次郎 - 1911年（明治44年）8月4日生。(有)ヤスノ宝石店代表[17]。
- 四女・よし - 1914年（大正3年）4月17日生、聖心女学院語学科卒業。洋裁は伊東茂平を師とする。自動車運転免許証を取得してドライブを趣味とした[18][19]。夫の田中豊長は東京府、田中長五郎の長男[20]であり、中部紡織取締役。
- 三男・安野洋三 - 1918年（大正7年）5月15日生。中部紡織総務部長[16]。
- 妹・こふ - 1883年（明治16年）4月生。岐阜県、富本仁三郎の妻。
- 甥・木下茂 - 1899年（明治32年）5月11日生。母・多美（久美）は譲の妹。岩井商店を経て自身で木下産商（木下商店）[21]を起こし、日本最大の鉄鉱石輸入商社に成長させた[22]。経団連評議員。

## 事件
1916年（大正5年）12月23日、当時満16歳だった譲の長女・雪が妹二人を連れて日本橋の三越呉服店近くを歩いていたところ、小刀で喉を切り自殺を図ったが死にきれなかった男に襲われ、右こめかみ付近を斬り付けられる事件が発生した。雪はただちに運ばれた日本橋病院で入院となり、一時は命も危ぶまれたが容態安定し快方に向かう。犯人は止めに入った三越店員にも重傷を負わせた後に自殺を完遂。日頃から資産家を羨み、自らの境遇を悲観して事件を起こしたとされる。